# 尾張浜主
尾張 浜主（おわり の はまぬし）は、奈良時代から平安時代初期にかけての貴族・楽人。姓は連。位階は従五位下。大戸清上らと、日本雅楽の形成に重要な役割を果たす。

## 経歴
孝謙朝（天平勝宝元年〔749年〕 - 天平宝字2年〔758年〕）において『採桑老』を舞い、天皇の勅により『蘭陵王』の桴を改めたという。
天長10年（833年）仁明天皇即位大嘗祭において舞を舞う。承和3年（836年）遣唐使に随行して唐に渡り、舞の誤謬を正し龍笛の底を極めて、承和6年（839年）8月に帰国したとする伝もある。なお、同年正月に外従五位下に叙せられている。
承和12年（845年）既に113歳の高齢であったが、大極殿で行われた最勝会に際して、舞（和風の長寿楽、別名「春鶯囀」）を製作し、自ら上表して演じることを請い、1000人を超える観覧者の前で舞った。フグの模様のようなシミがある老人の姿で、起居するのも困難な様子であったが、曲が流れると少年のように舞った。四方の観客は皆「浜主は本当のまさに伶人（楽舞の人）である」と言ったという。その翌々日には仁明天皇に召されて清涼殿でも長寿楽を演じ、天皇は感心して誉め称え、左右の者は感涙し、天皇から御衣を下賜された。翌承和13年（846年）再び天皇に召されて清涼殿で舞を舞い、天皇にその高齢を憐れまれて、内位の従五位下に叙せられている。
なお、愛国百人一首に「翁とて侘やは居らむ草も木も栄ゆる時に出でて舞ひてむ」の一首が採られているが、これは先述の承和12年（845年）の清涼殿での舞の後に詠んだものである。

## 官歴
『続日本後紀』による。
- 時期不詳：正六位上
- 承和6年（839年）正月7日：外従五位下
- 承和13年（846年）正月26日：従五位下